# Perxe de Rasquera
El Perxe de Rasquera és una obra de Rasquera (Ribera d'Ebre) inclosa a l'Inventari del Patrimoni Arquitectònic de Catalunya. Està situat dins del nucli antic de la població de Rasquera, al centre del mateix i comunicant el carrer Major amb el carrer Solà. Els perxes són trams de carrer coberts mitjançant embigats amb arcades de pedra que es van formar al créixer les cases damunt dels carrers.

## Descripció
És un passatge cobert ubicat als baixos d'un dels edificis que conformen el nucli antic, ca la Iaia. Està format per dos arcs rebaixats, el del carrer Major bastit en pedra disposada a sardinell, mentre que el del carrer Solà es troba arrebossat i pintat. El tram interior presenta un recorregut curt cobert per un sostre embigat de fusta. Des d'aquí es pot accedir al número 37 del carrer Major mitjançant una porta rebaixada amb llinda de fusta i arc de descàrrega fet de maons. Al costat hi ha un banc corregut de pedra.

## Història
Aquest perxe pertany a l'antiga entrada del recinte emmurallat o vila closa de Rasquera. El castell de Rasquera es documentà per primera vegada l'any 1153 en una donació de Remón Berenguer IV als templers, juntament amb les terres del seu terme i el castell de Miravet i altres diverses possessions. El poble va créixer a l'entorn del castell, però un altre nucli es va anar edificant al Solà.
L'actual carrer major formaria el que durant segles fou una vila closa. Aquesta tenia tres portals com a mínim: un emplaçat entre Ca Piñol i Ca Joan de la Botiga; altre al final de l'actual carrer del Pou i la per acabar, un situat entre Ca Julio i Ca la Modesta, també dit "la porta de Miravet". Aquesta vila closa no estava tancada per muralles sinó per les façanes posteriors de les cases que formaven l'actual carrer Major.
Ara comunica el carrer Major amb el carrer Solà, antiga barriada de Rasquera unificada en edificar la gran bassa i el barranc que els separava.